# عجوه ایرانی
عجوه ایرانی (نام علمی: Halothamnus iranicus) نام یک گونه از تیره تاج‌خروسیان است.

## نگارخانه

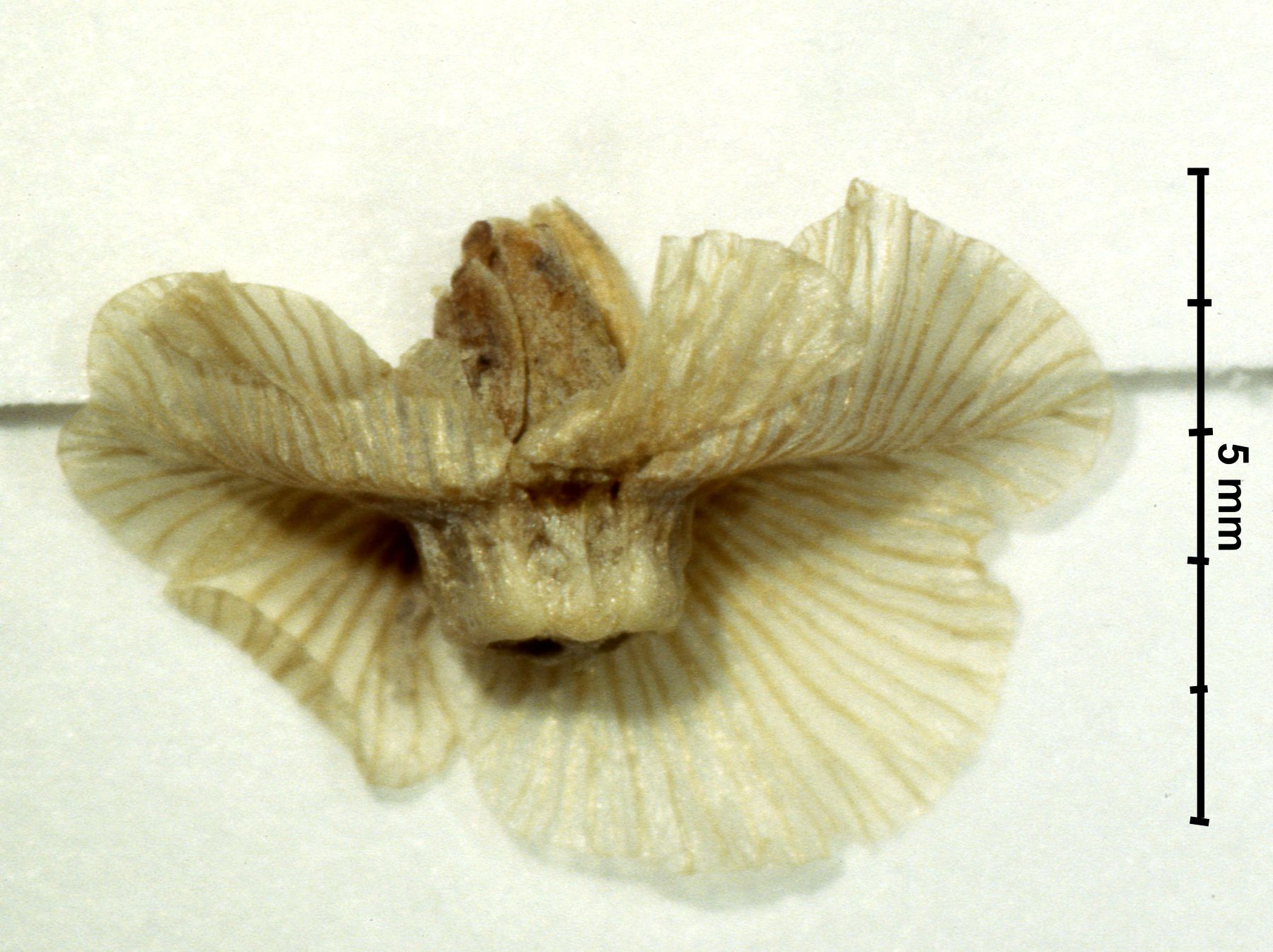
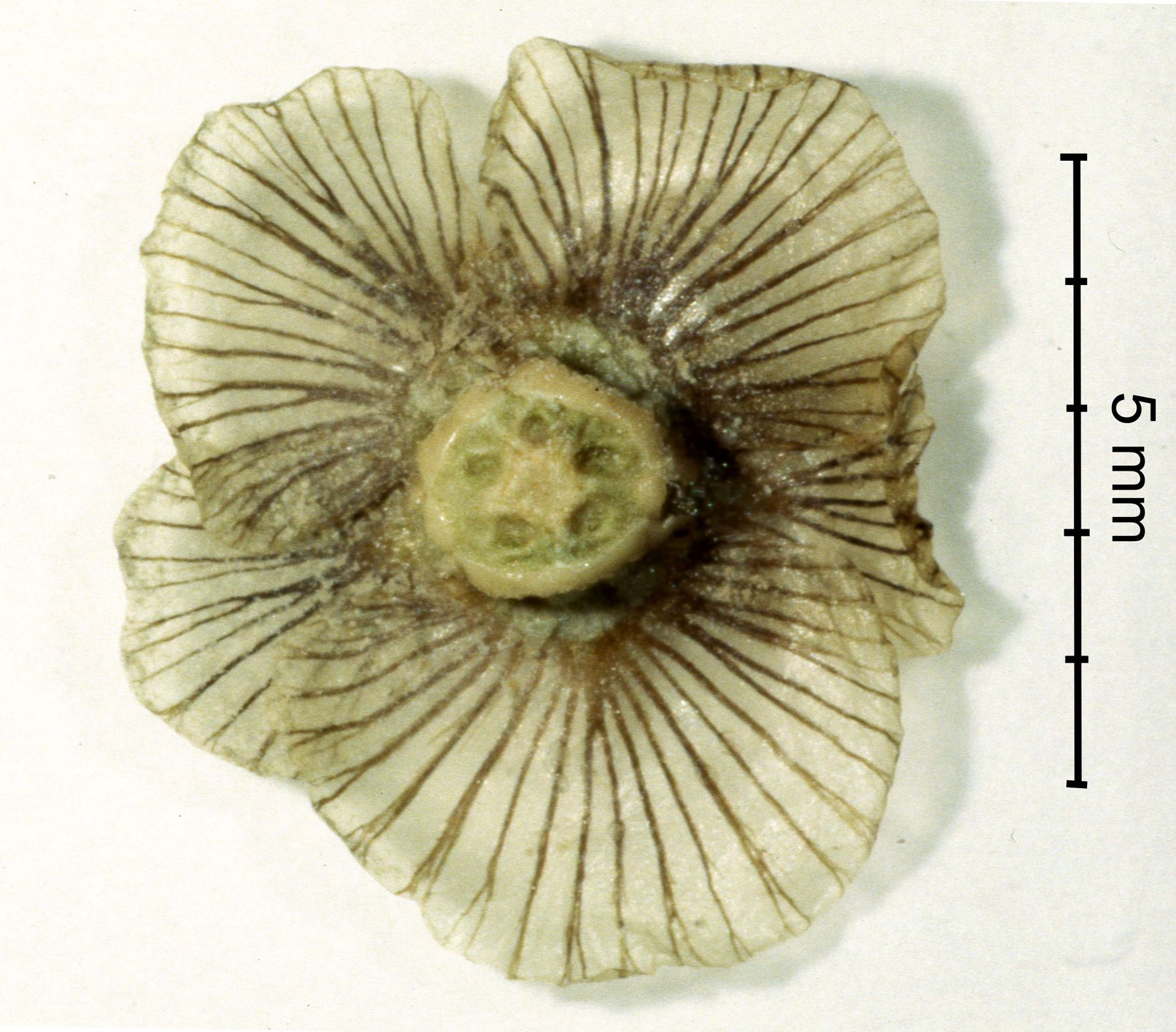